# Російська музика
Російська музика має джерела в культурі племен, що населяли Русь, так само як і українська музика.

## До XIX століття
Язичницькі обряди слов'ян включали заклинання, спів, гру на музичних інструментах (уже в 6 столітті були широко поширені гуслі). Сліди давніх язичницьких вірувань збереглися в календарно-обрядових і сімейно-обрядових піснях. Бойові пісні слов'янських дружин послужили основою героїчного руського епосу (розквіт в 10-11 століттях), що склалися згодом у цикли билин (старин).
Головними носіями фольклорної традиції й професійними музикантами на Русі довгий час були скоморохи. Їхній музичний інструментарій включав гуслі, труби, сопелі, бубни, гудки. Інший тип співака — Боян, що прославляв князя і його дружину. Із прийняттям християнства розвивається церковна музика, що на Русі прийняла традицію знаменного співу.
В 2-й половині 17 століття формуються нові музичні традиції, викликані зміною умов суспільного життя, а також релігійного світогляду. Одноголосний знаменний спів витісняється поширюваним з України багатоголосним партесним співом. Розповсюджується багатоголосна побутова пісня — псальма, кант. Реформи Петра I підготували ґрунт для ствердження в Росії нових форм музичного життя, запозичених у Західній Європі, спостерігається пожвавлення світського мистецтва.
У XVIII столітті в Росії виникають інструментальні капели у дворі, а також у маєтках вельмож, поміщиків, розвивається аматорське музикування. У 1730-х рр. створена придворна італійська опера (пізніше — також французька), в 1750-х рр. у Москві й Петербурзі з'явилися іноземні оперні антрепризи. Велике значення для розвитку російської музичної культури мала також діяльність вихованців Глухівської співацької школи, зокрема Дмитра Бортнянського, що з 1796 року працював керівником придворної капели.
На початку 19 століття в російській музиці проявилися романтичні тенденції, що породили інтерес до народно-епічних і казкових сюжетів. Найбільшим представником романтичного напрямку в російській опері вважається А. Н. Верстовський, автор опери «Аскольдова могила» (1835). Широке поширення одержав романс, тісно пов'язаний з російською поезією (особливо із творчістю А. С. Пушкіна). Серед майстрів пісенної лірики — А. А. Аляб'єв, А. Е. Варламов, А. Л. Гурільов.

## XIX, початок XX століття
Принципово новий етап розвитку російської музики в XIX столітті пов'язаний із творчістю Глінки, який вважається основоположником російської композиторської школи і першим російським композитором світового рівня. Творчість Глінки стимулювала розвиток виконавського мистецтва та критичної думки в Росії. У творчості Даргомижського, молодшого сучасника й послідовника Глінки, знайшли втілення тенденції реалізму 1840-60-х рр.
Суспільний підйом 1850-60-х рр. відбився й у музичній культурі: інтенсивнішим стає концертне життя, закладаються основи професійної музичної освіти. В 1859 з ініціативи А. Г. Рубінштейна й інших діячів засноване Російське музичне товариство в Петербурзі (його відділення — у Москві, 1860, і інших містах), відкриваються Петербурзька (1862) і Московська (1866) консерваторії. Демократичні ідеї 60-х років знайшли втілення у творчості групи композиторів, що одержала найменування «Могутня купка». Світовою класикою жанру стали також симфонії та опери Чайковського.
На початку XX століття в російській музиці знайшли втілення ідеї, пов'язані з революційним підйомом (зокрема, в операх «Кащей безсмертний» і «Золотий півник» Римського-Корсакова). Відбувається переакцентування ролі жанрів, виникає новий тип симфонічної поеми («Поема екстазу» й «Прометей» Скрябіна). Високі досягнення спостерігаються в області виконавського мистецтва, насамперед фортепіанного (творчість Скрябіна, Рахманінова).

## СРСР
Жовтневий переворот 1917 року мав для музичної культури Росії серйозні та неоднозначні наслідки. Ряд провідних композиторів, (Рахманінов, Прокоф'єв та Стравінський) емігрували на Захід, зокрема Рахманінов вважав Жовтневу революцію «кінцем старої Росії» і вважав, що за ломкою старого устрою «мистецтва, як такого бути не може».
В той же час із встановленням радянської влади починається нова епоха так званої радянської музики, що відрізнялася і тематикою і творчими методами. Нова тематика музики складалася вже в піснях Громадянської війни 1918—1920, потім у ряді опер (у тому числі Дешевова, Дзержинського), балетів («Червоний мак» Глієра, 1927), симфонічних та ораторіальних творів (ораторія «Путь Жовтня», написана кількома композиторами «Проколл», 1927). Епохальні зміни викликали до життя футуристичний та урбаністичний напрямок, в цій естетиці написані «Завод» Мосолова, ранні твори Шостаковича тощо. По всьому Радянському Союзу виникали нові творчі гуртки, відкривалися нові музичні театри та філармонії, зокрема в Росії — «Асоціація сучасної музики» та «асоціація пролетарських музикантів»
Проте вже з 1930-х років музика стає об'єктом ідеологічного тиску з боку комуністичної влади, що проголосила єдиним дозволеним методом мистецтва так званий соцреалізм, що вимагав «правдивого історично-конкретного зображення дійсності в її рев. розвитку», що мусило «сполучатися з завданням ідейної переробки і виховання трудящих у дусі соціалізму». Згідно з Постановою ЦК ВКП про перебудову літературно-художніх організацій (1932) різноманітні творчі гуртки були ліквідовані, а на їхньому місці постала Спілка композиторів СРСР. Композитори, що не додержувалися соцреалістичного методу, піддавалися суворій критиці та переслідуванням, що знайшло відображення у статті в газеті «Правда» «Сумбур замість музики» (1936), а пізніше — у Постанові ЦК ВКПб про оперу «Великая Дружба» Мураделі (1948).
Незважаючи на ідеологічний тиск, за радянської доби постало чимало музичних шедеврів, зокрема світове значення має творчість Шостаковича та Прокоф'єва, що повернувся в СРСР 1935 року, а також російських композиторів, що працювали в еміграції — Рахманінова та Стравінського.
У 1960-ті роки виниклий дисидентський рух торкнувся і музичної сфери. Ряд російських композиторів, зокрема Артем'єв, Шнітке, Губайдуліна, Е. Денісов засвоюють авангардні європейські композиторські техніки, у Москві працює експериментальна студія електронної музики з синтезатором АНС. Проте вже у другій половині 1970-х ці композитори зазнають критики, зокрема офіційному бойкоту в СРСР були піддані твори композиторів, що потрапили у т. зв. Хрєнніківську сімку.
В ці ж роки активно розвивається естрадна пісня. Серед композиторів-пісенників Рибніков, Пахмутова, Тухманов, Шаінський. Виникає бардівська пісня (Висоцький, Окуджава), пізніше — рок-музика («Машина времени», «Аквариум», «Наутилус Помпилиус», «Кино», «ДДТ» тощо)

## Сучасність
Росія успадкувала від СРСР розгалужену систему освітніх та концертних музичних організацій, що знаходяться у веденні Міністерства культури Російської федерації. Серед провідних музичних закладів — Большой та Маріїнський оперні театри, консерваторії у Москві, Петербурзі, Ростові, Саратові та інших містах. В обласних центрах Російської федерації діють філармонії. Спадкоємцем Спілки композиторів СРСР стала Спілка композиторів Росії.
В Росія проводять ряд престижних міжнародних конкурсів та фестивалів, серед яких конкурс ім. Чайковського, фестивалі «Московська осінь», «Російська зима» та інші.
У популярній музиці знаковим явищем російської культури став російський шансон, що увібрав риси «блатних» пісень та мистецтва бардів. Поп-музиканти Росії здобувають успіху на міжнародному рівні, зокрема переможцем конкурсу Євробачення 2008 став російський співак Діма Білан.